# 5825 Rakuyou
5825 Rakuyou (1990 BR1) là một tiểu hành tinh vành đai chính được phát hiện ngày 21 tháng 1 năm 1990 bởi A. Sugie ở Đài thiên văn Dynic.